# Фриско (Північна Кароліна)
Фриско (англ. Frisco) — переписна місцевість (CDP) в США, в окрузі Дер штату Північна Кароліна. Населення — 994 особи (2020).

## Географія
Фриско розташоване за координатами 35°14′2″ пн. ш. 75°37′38″ зх. д. / 35.23389° пн. ш. 75.62722° зх. д. (35.233905, -75.627214).  За даними Бюро перепису населення США в 2010 році переписна місцевість мала площу 2,01 км², з яких 1,95 км² — суходіл та 0,07 км² — водойми.

### Клімат
| Клімат : Фриско         | Клімат : Фриско | Клімат : Фриско | Клімат : Фриско | Клімат : Фриско | Клімат : Фриско | Клімат : Фриско | Клімат : Фриско | Клімат : Фриско | Клімат : Фриско | Клімат : Фриско | Клімат : Фриско | Клімат : Фриско | Клімат : Фриско |
| Показник                | Січ.            | Лют.            | Бер.            | Квіт.           | Трав.           | Черв.           | Лип.            | Серп.           | Вер.            | Жовт.           | Лист.           | Груд.           | Рік             |
| Середній максимум, °C   | 11,6            | 12,4            | 15,2            | 19,2            | 23,2            | 27,3            | 29,2            | 28,9            | 26,9            | 22,6            | 18,1            | 13,7            | 20,7            |
| Середня температура, °C | 7,8             | 8,6             | 11,3            | 15,6            | 19,8            | 24,2            | 26,4            | 26,1            | 23,9            | 19,3            | 14,6            | 10,1            | 17,3            |
| Середній мінімум, °C    | 4,0             | 4,8             | 7,4             | 11,9            | 16,4            | 21,2            | 23,6            | 23,2            | 21,0            | 15,9            | 11,1            | 6,4             | 13,9            |
| Норма опадів, мм        | 133             | 100             | 119             | 99              | 91              | 101             | 123             | 174             | 161             | 132             | 124             | 107             | 1464            |
| Вологість повітря, %    | 72.1            | 71.7            | 70.2            | 70.8            | 73.4            | 77.1            | 79.0            | 77.9            | 75.2            | 71.8            | 73.6            | 71.9            | 73.7            |
| ----------------------- | --------------- | --------------- | --------------- | --------------- | --------------- | --------------- | --------------- | --------------- | --------------- | --------------- | --------------- | --------------- | --------------- |
| Джерело: PRISM          |                 |                 |                 |                 |                 |                 |                 |                 |                 |                 |                 |                 |                 |

## Демографія
Згідно з переписом 2010 року, у переписній місцевості мешкало 200 осіб у 99 домогосподарствах у складі 59 родин. Густота населення становила 99 осіб/км².  Було 364 помешкання (181/км²).
Расовий склад населення:
| - 98,5 % — білих - 0,5 % — азіатів |

До двох чи більше рас належало 1,0 %. Частка іспаномовних становила 1,0 % від усіх жителів.
За віковим діапазоном населення розподілялося таким чином: 10,0 % — особи молодші 18 років, 73,5 % — особи у віці 18—64 років, 16,5 % — особи у віці 65 років та старші. Медіана віку мешканця становила 50,0 року. На 100 осіб жіночої статі у переписній місцевості припадало 106,2 чоловіків;  на 100 жінок у віці від 18 років та старших — 102,2 чоловіків також старших 18 років.
Цивільне працевлаштоване населення становило 42 особи. Основні галузі зайнятості: мистецтво, розваги та відпочинок — 40,5 %, науковці, спеціалісти, менеджери — 21,4 %, транспорт — 19,0 %, фінанси, страхування та нерухомість — 19,0 %.